# Nová tržnice (Bratislava)

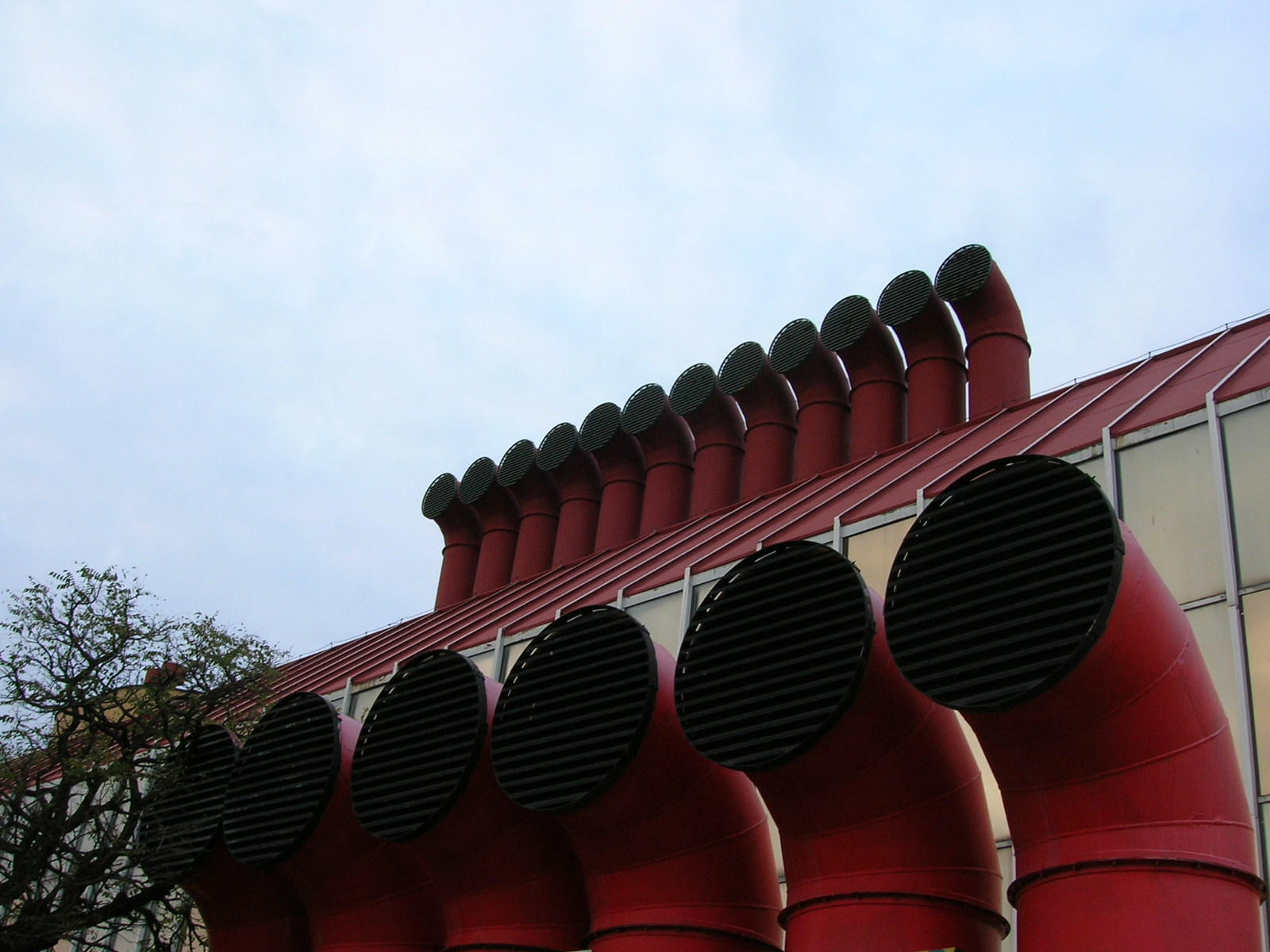
Nová tržnice – odkryté potrubí vzduchotechniky

Nová tržnice nebo Tržnice (slovensky Nová tržnica nebo Tržnica) je budova tržnice v Bratislavě na Trnavském mýtě. Otevřena byla v roce 1981.
Byla postavena v souvislosti s tím, že stará tržnice po válce ztratila svou původní funkci – dlouhá léta ji využívala Československá televize. Nový objekt vyrostl v blízkosti bývalého centrálního tržiště, které mělo dlouhodobou tradici. Proto bylo důležité najít vhodný koncept, který by odpovídal podmínkám fungování tržnice na konci 20. století.
Tržnice, která se stala významným obchodním centrem v Bratislavě na konci 80. let 20. století byla s příchodem tržního hospodářství n Slovensko a vznikem nových obchodních center náhle nekonkurenceschopná a velmi rychle opuštěna. Od konce 90. let je provozování tržnice v permanentní ztrátě a řadu původních prodejen nahradily trafiky a diskotéky.

## Projekt
- Architekt: Ivan Matušík
- Spolupracovníci: Pavol Čížek, Alena Morávková
- Zadavatel: Národní výbor města Bratislavy
- Dodavatel: Hydrostav Bratislava

## Idea
Ideou byly zastrčené ulice, pasáže, a galerie, které se promítly do projektu. Byl navržen progresivní konstrukční systém, který dodal stavbě specifický ráz. Hlavní myšlenkou bylo vytvořit objekt v podobě proskleného objektu s odkrytými potrubími vzduchotechniky v duchu idejí high-tech architektury, populární v polovině 80. let. Celoskleněná obvodový plášť odráží rušný život tržnice.

## Konstrukce
Konstrukce tržnice je tvořena mohutným železobetonovým skeletem, ve které jsou vloženy dva bloky s prodejními a obslužnými prostorami v přízemí i na patře. Na obou koncích budovy jsou přístupné schodiště. V suterénu byla umístěna velká prodejna potravin a hlavní prostory jsou vymezeny pro individuální stánky pro prodej zeleniny, ovoce i jiného sortimentu.